# Iglesia de Nuestra Señora de Loreto
La iglesia de Nuestra Señora de Loreto ubicada en el Centro Histórico de la Ciudad de México fue la última iglesia importante construida durante el periodo colonial. Construida entre los años 1806 y 1819, la iglesia se encuentra inclinada significativamente hacia un lado debido a que fue construida con piedra de dos pesos diferentes. Loreto es una de las iglesias de la zona histórica que la arquidiócesis de México señala que se encuentran en peligro inminente de ser perdidas debido al daño estructural que presentan por el hundimiento. Frente a la iglesia se encuentra la plaza Loreto, como la iglesia, la cual solía ser el lugar de la primera sinagoga de la Ciudad de México.

## La Iglesia

### Historia

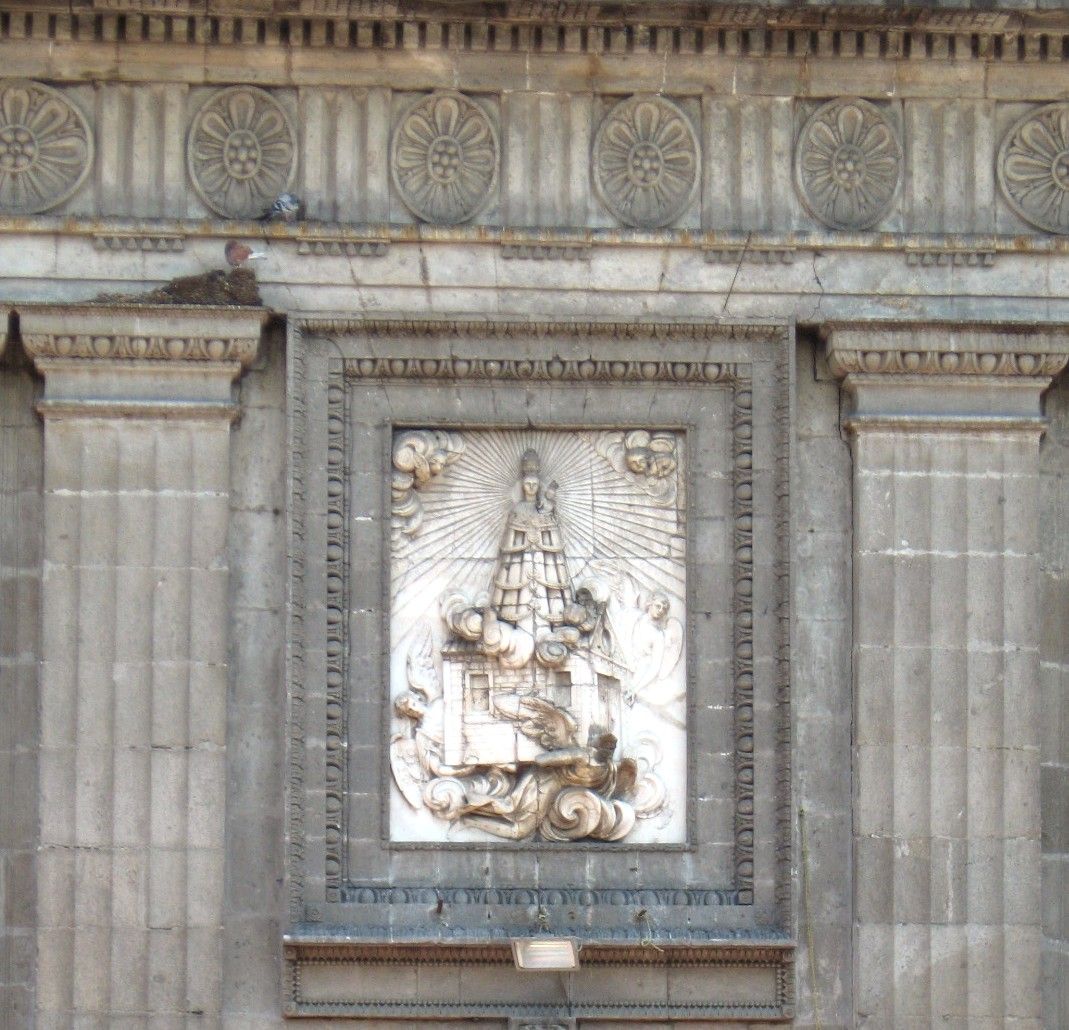
Alivio de Nuestra Señora de Loreto

A principios del siglo XIX, el conde de Bassoco decidió construir una iglesia dedicada a Nuestra Señora de Loreto, cuya imagen fue guardada en un principio en el Colegio de San Gregorio. Después de que los jesuitas fuesen expulsados de dominio español, esta imagen fue trasladada del Colegio de San Gregorio al convento de la Encarnación. El lugar fue originalmente una iglesia, utilizada como bautisterio para la iglesia de San Pedro y San Pablo en 1680. Aunque Manuel Tolsá presentó diseños para la iglesia, los artistas Ignacio Castera y Agustín Paz diseñaron y dirigierion el trabajo, siendo construido en tres etapas. La primera piedra fue colocada en 1809, y la iglesia fue consagrada el 21 de agosto de 1816. Terminaría siendo la última iglesia construida durante los tiempos coloniales debido a la Guerra de Independencia de México, la cual terminó en el año de 1821. Cuando terminó, la imagen de Nuestra Señora de Loreto fue recuperada del convento de la Encarnación y colocada aquí. Fue colocada en las manos de los jesuitas.
Sin embargo, había un error con el diseño de esta iglesia. Un lado estaba construida con piedra sólida, pesada, pero el otro estaba construida con tezontle, una piedra volcánica, ligera y porosa. Esto ha causado que la iglesia ceda hacia su lado derecho. En el año 1832, la iglesia ya se había hundido y las autoridades temían su colapso inminente y ordenaron que fuese cerrada, y la imagen de Nuestra Señora de Loreto fue trasladada a la Iglesia de San Pedro y San Pablo. Después de algunos años, en 1850, se determinó que la iglesia era lo suficientemente segura para abrir otra vez sus puertas, y la imagen una vez más regresó a casa. El 15 de julio de 1909, P. Wilfrido en nombre de la Congregación del Sagrado Corazón de Jesús y María, tomaron posesión del templo de Nuestra Señora de Loreto. A las 6 a. m. la primera misa fue celebrada por Fr. Wilfrido.

### Descripción
Loreto es una de las pocas iglesias en la Ciudad de México que muestra un fuerte y gran diseño neoclásico, aunque su diseño básico sigue siendo Barroco. Esto es porque el Neoclasicismo había empezado a estar de moda en México a principios del siglo XIX, y la Independencia pondría fin a la amplia construcción de iglesias en la capital.

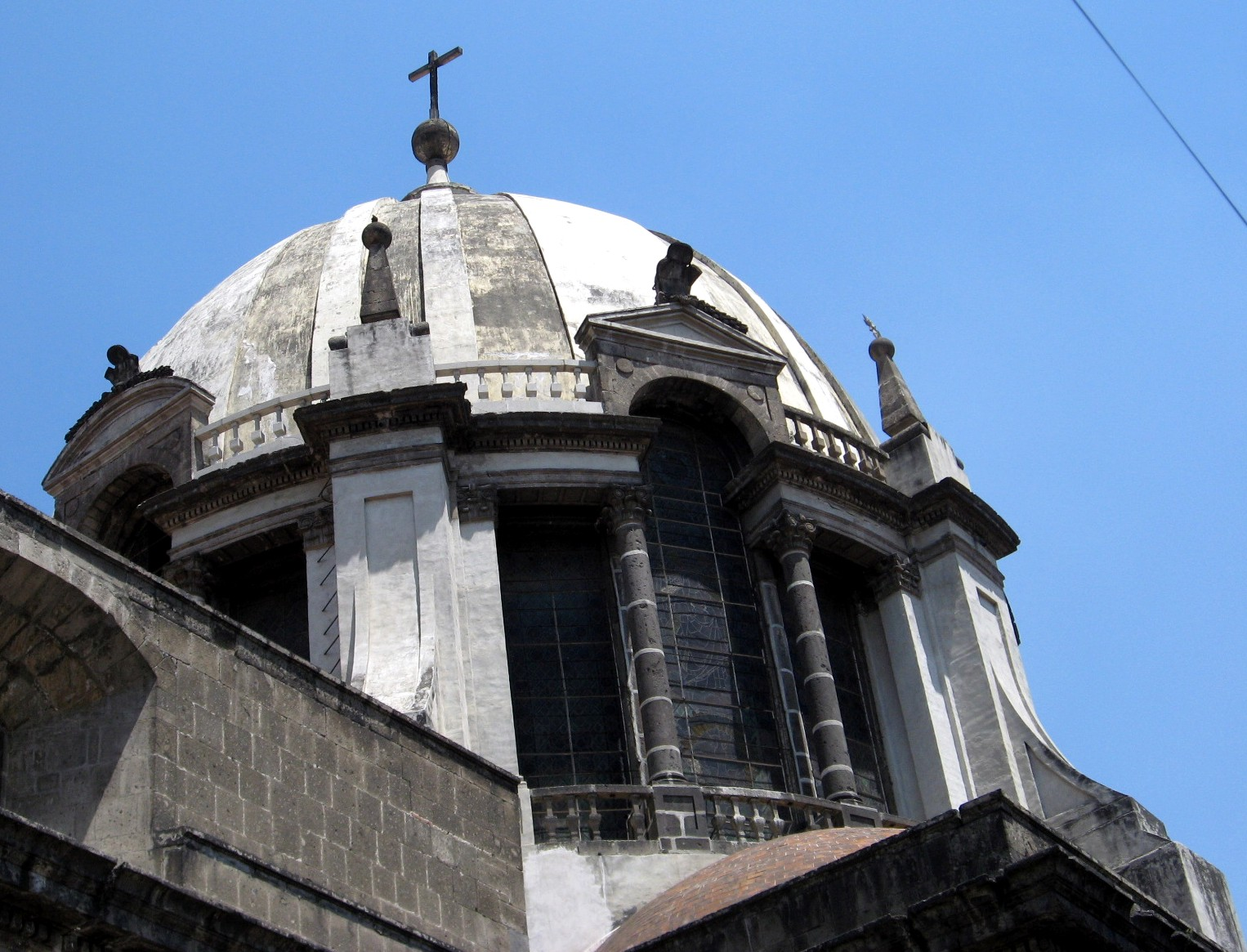
Cúpula de la iglesia

Su característica más grande es el excepcional tamaño de su domo, la construcción más grande en la Ciudad de México durante el periodo colonial. El domo da espacio a una cúpula que mide 30 metros de ancho y 15 metros de alto. El lado de esta cúpula requiere que la iglesia tenga largas, gruesas paredes y contrafuertes para soportar su peso. En el estilo Neoclásico, las torres reproducen las principales líneas del cuerpo de la iglesia y los pequeños frontones, linternas, costillas y cruzan todas para unirse a las líneas del gran domo.

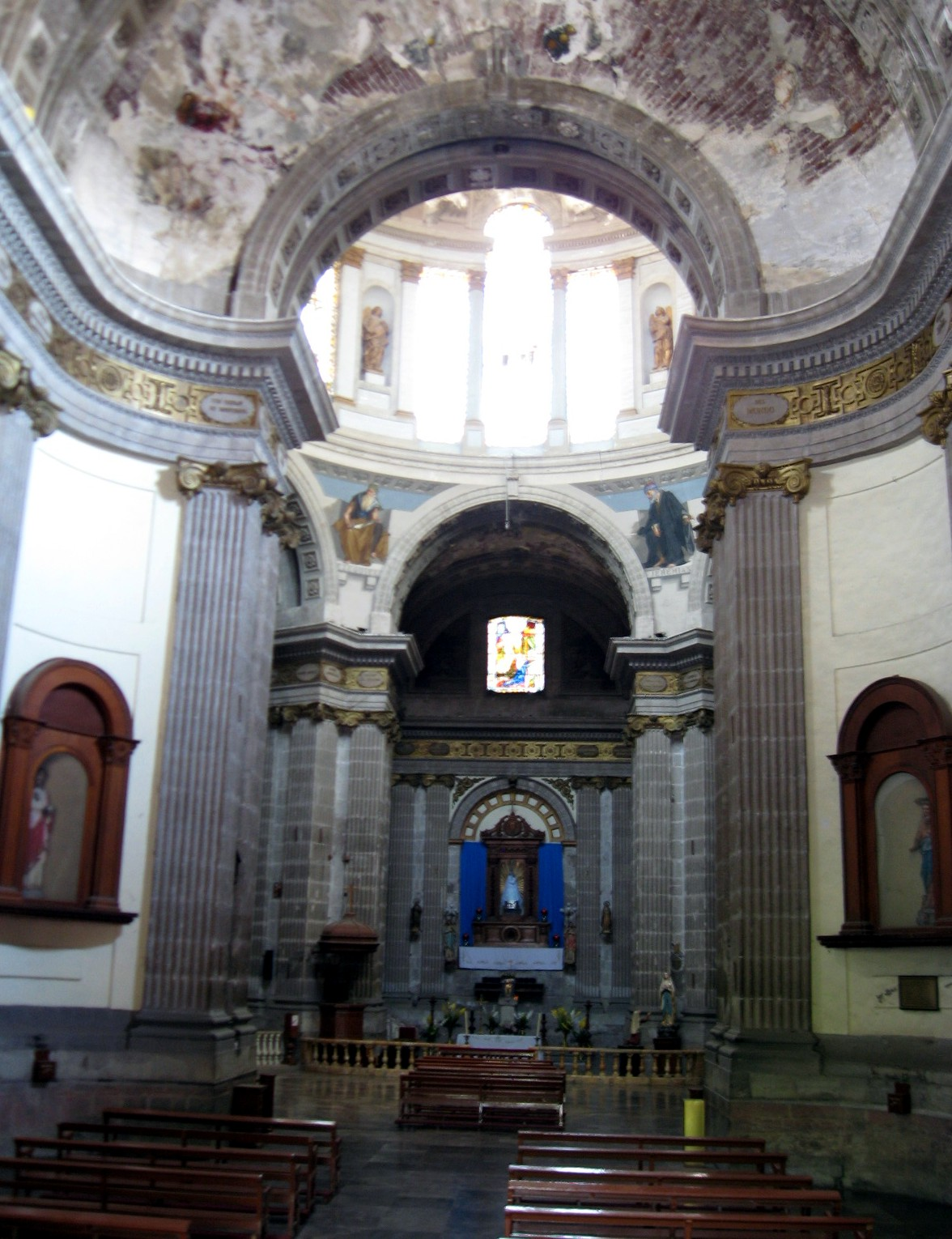
Vista de la rotonda desde la nave

Dentro de la iglesia la nave es larga, tiene 2800 m² y 30 m de alto. En la parte de atrás de la nave se encuentra la rotonda, iluminada por las ventanas de la cúpula. Sin embargo, la luz no llega al vestíbulo. Una gran diferencia con el interior de esta iglesia es que no hay una pieza de altar principal en el área de la rotonda. Otra "característica notable es que el techo, tanto de la cúpula como de la nave, se encuentran casi completamente desnudos de decoración, así como casi todo se ha deteriodado debido a la humedad y a las grietas de la estructura.

### Deterioro de la iglesia

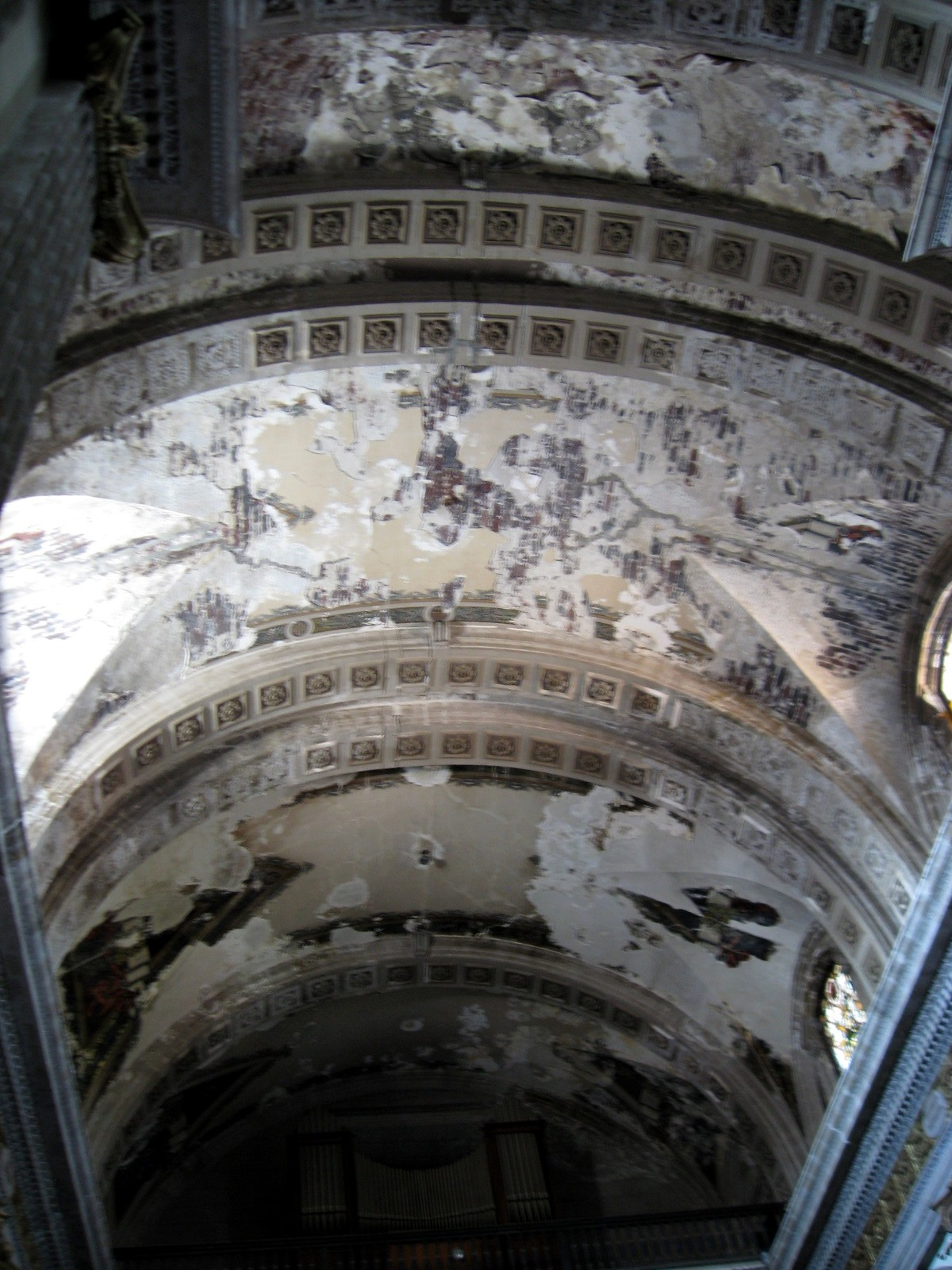
Techo de la nave que muestra daños

La mayor amenaza a la supervivencia de la iglesia son las grietas y la fuerza en la estructura debido al hundimiento desigual del terreno. Es uno de los ireligiosas que la arquidiócesis dice que está en peligro inminente de colapsar y es un peligro para los visitantes. Recientemente una gran ventana se cayó desde el alto techo de la iglesia y casi golpea a una familia. Las grietas han ido apareciendo en las paredes y la cúpula está mostrando señales de daño. Una larga grieta en el centro de la nave fue reparada en 1995, pero no se ha hecho nada para intentar corregir la grave inclinación de esta iglesia.
La otra señal más notable de deterioro es el estado de las pinturas en los techos. Aquí casi todos los frescos han desaparecido. La cúpula fue sellada para contrarrestar la lluvia en 1995, y un intento de revitalizar las pinturas de la iglesia fue realizado en el 2001, invirtiendo un millón de pesos, pero el arte aún permanece en una condición muy pobre. El problema principal es el pasar del tiempo y la falta de mantenimiento. Lo que queda de los frescos de 200 años de antigüedad se están descascarando. El polvo, manchas de pintura y pedazos de yeso, todas las mañanas son limpiados del piso de la iglesia. La Arquidiócesis afirma que no tiene el dinero para reparar el daño.

## La plaza

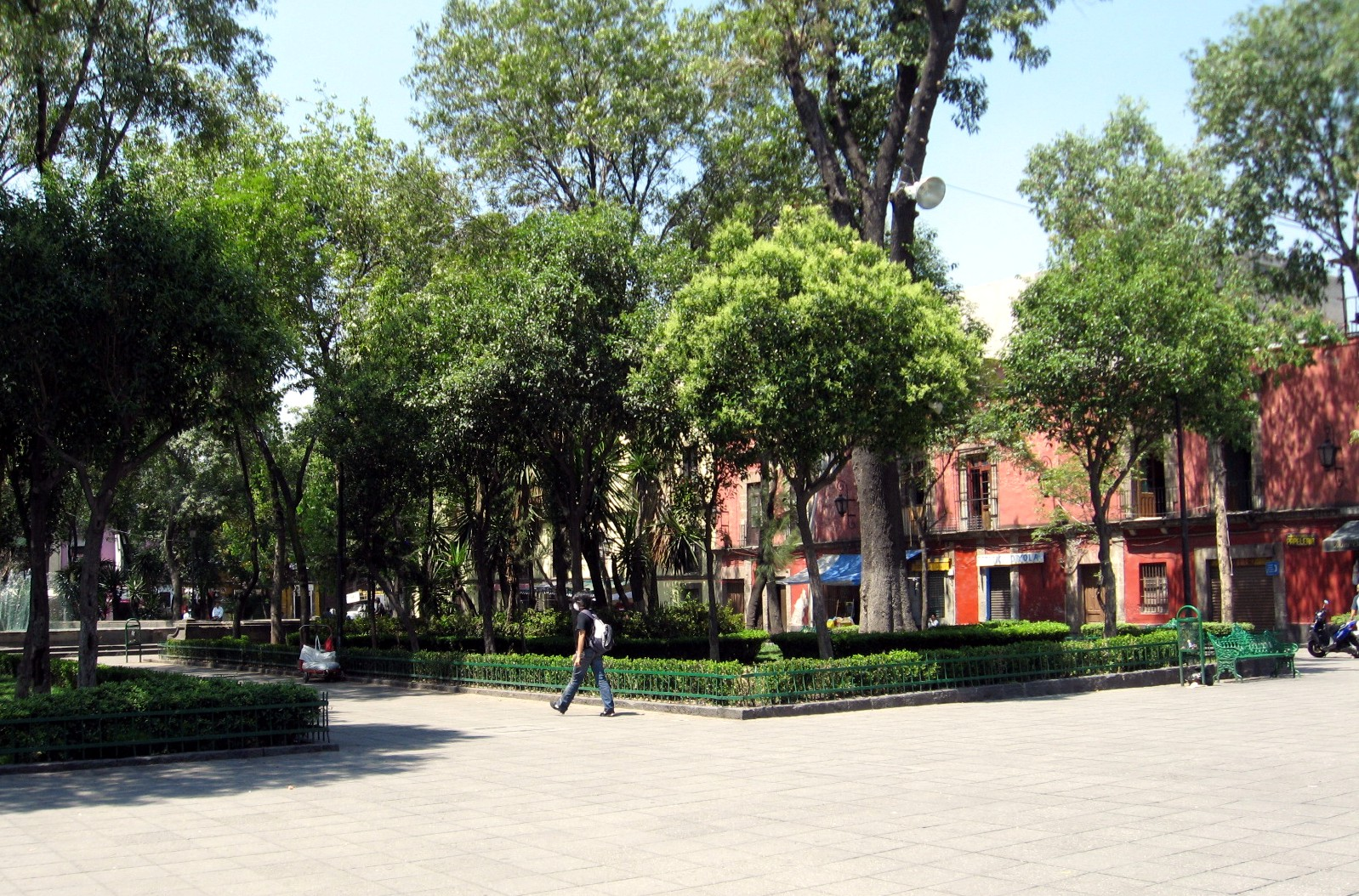
Vista de la plaza desde la esquina noreste

La plaza frente a la iglesia también es llamada "Loreto" y se encuentra rodeada por las calles Justo Sierra, Mixcalco, San Ildefonso y San Antonio Tomatlán. Su fecha de origen proviene de un plan realizado entre 1556 y 1562 para el área atribuida a Alonso de Santra Cruz. Sin embargo, había una pequeña construcción aquí y la mayor parte del área era utilizada para tirar basura, hasta principios del siglo XVIII, cuando un grupo de monjas Carmelitas decidió construir en ese lugar, que se convirtió en el Convento de Santa Teresa la Nueva. El nombre inicial de la plaza era Plaza Santa Teresa.
El establecimiento del convento llevó a la limpieza del área, que conllevó a la construcción de hogares en la zona. Algunos de estos fueron construidos entre 1739 y 1742 por el arquitecto José Eduardo de Herrera en el lado oeste de la plaza. Él también definió dos de las esquinas de las plazas colocando nichos y cruces en ellas.

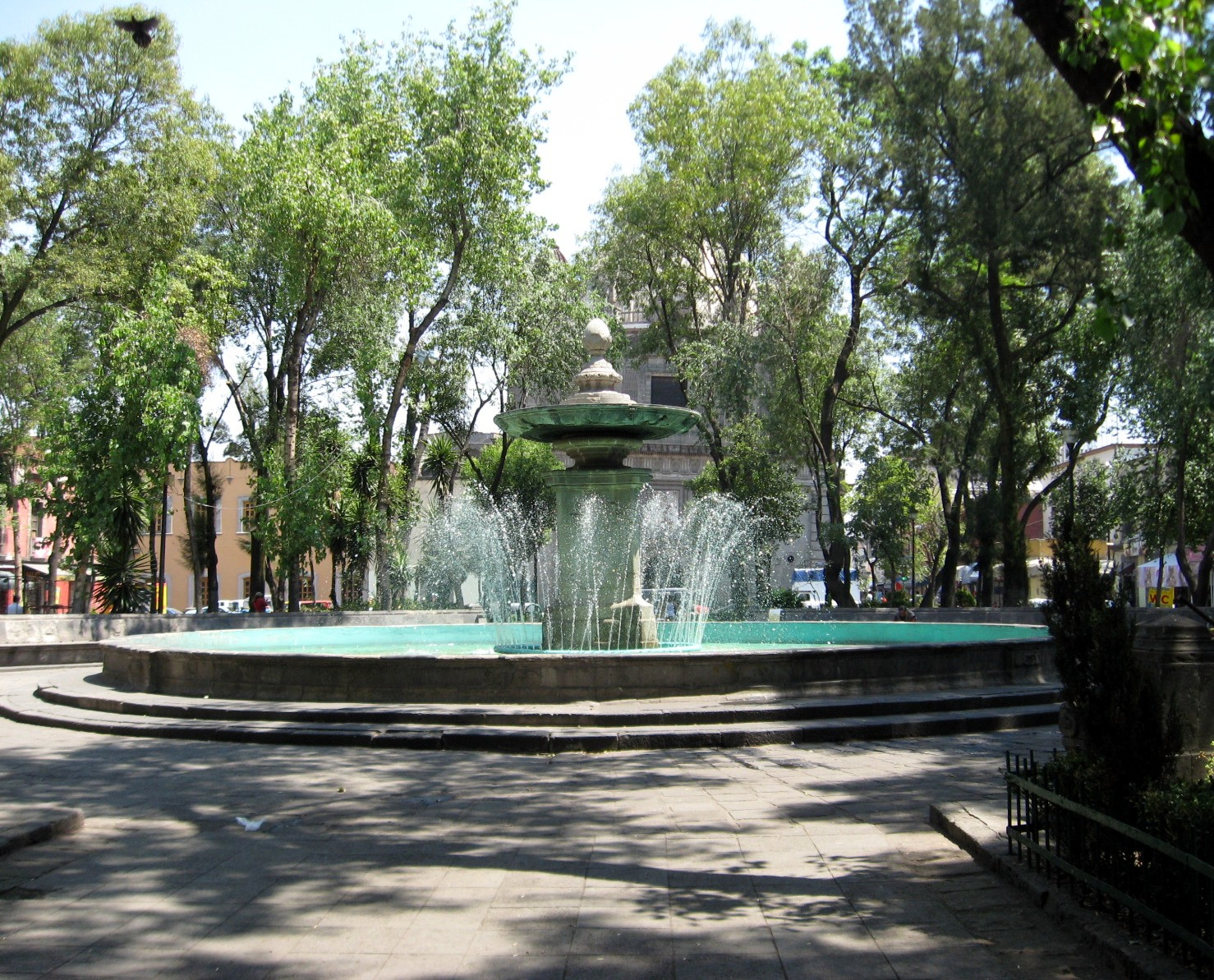
La fuente

En los años 1880s, la plaza recibió una fuente para que funcionase como fuente de agua para proporcionar agua al vecindario. Después la luz fue instalada. Un mercado dedicado al hierro y el cristal fue instalado aquí, pero más tarde fue movido al Mercado de San Cosme.
En 1925, la fuente fue colocada en la intersección de Bucareli y Barcelona, creada por Manuel Tolsá, fue colocada aquí para reemplazar a la fuente anterior. En 1968, la plaza fue exhaustivamente remodelada, causando la destrucción de la primera sinagoga construida en México. Solía estar en el lado sur de la plaza y fue construida en 1934. La fuente de Tolsá fue restaurada en ese momento, las casas de los alrededores y el lado de la fachada de la Iglesia de Santa Teresa fueron demolidas para hacer más grande la plaza. En el sur de la plaza se colocó una estatua del escritor y educador Erasmo Castellanos Quinto(1880-1955).
- Wikimedia Commons alberga una galería multimedia sobre Iglesia de Nuestra Señora de Loreto.